# Miguel Benincasa
Miguel Benincasa war ein uruguayischer Fußballspieler.

## Verein
Abwehrspieler "Miguelera" Benincasa war der jüngere Bruder José Benincasas. Er gehörte mindestens von 1908 bis 1910 und in den Jahren 1916 und 1917 dem Kader des seinerzeit in der Primera División spielenden River Plate Football Club an. In den Jahren 1908 und 1910 gewann sein Verein die uruguayische Meisterschaft. Am Ende seiner Laufbahn schloss er sich 1921 zwar noch Peñarol an. Einsätze in offiziellen Partien sind für ihn allerdings dort nicht verzeichnet.

## Nationalmannschaft
Benincasa war auch Mitglied der uruguayischen A-Nationalmannschaft. Sein Debüt im Nationalteam gab er in der von Carlos Bastos als Trainer geführten Elf, die am 14. Juli 1916 in einem Freundschaftsspiel Chiles Auswahl mit 4:1 bezwang. Er nahm mit der Nationalelf an den Südamerikameisterschaften 1916 und 1917 teil und gewann mit Uruguay jeweils den Titel. Dazu trug er 1916 in der 0:0 geendeten Partie gegen Argentinien am 17. Juli 1916 bei, während ihm beim Turnier 1917 ein Einsatz verwehrt blieb. Auch bei der Copa Newton des Jahres 1916 lief er bei der 1:3-Niederlage gegen Argentinien auf. Ein weiterer Einsatz Benincasas wird im Jahr 1917 im Freundschaftsländerspiel gegen Brasilien am 16. Oktober jenes Jahres geführt.

## Erfolge
- 2× Südamerikameister: 1916, 1917
- 2× Uruguayischer Meister (1908, 1910)